# Bistum Limburg

Logo des Bistums Limburg

Das Bistum Limburg (lateinisch Dioecesis Limburgensis) ist eine römisch-katholische Diözese in der deutschen Kirchenprovinz Köln. Sie umfasst Teile der Bundesländer Hessen und Rheinland-Pfalz. Kathedralkirche des Bistums ist der Limburger Dom, die größte Kirche der Diözese ist der Kaiserdom St. Bartholomäus in Frankfurt am Main.
Im Bistum lebten im Jahr 2022 etwa 539.100 Katholiken. Die meisten evangelischen Christen in diesem Raum gehören zur Evangelischen Kirche in Hessen und Nassau.

## Untergliederung
Das Bistum gliedert sich in fünf Regionen, die im Sinne des c. 374 § 2 CIC die Zwischenebene zwischen Bistum und Pfarreien bilden:
- Region an der Lahn
- Region Frankfurt
- Region Taunus
- Region Westerwald – Rhein-Lahn
- Region Wiesbaden – Rheingau – Taunus

Aufgabe der Region ist es, im Rahmen der auf Bistumsebene vereinbarten Strategien und Richtlinien eine auf die Struktur der Region abgestimmte Pastoral und entsprechende Bildungsangebote zu entwickeln. Die Regionen wurden zum 1. Mai 2024 errichtet und traten ab diesem Zeitpunkt an die Stelle der bis dahin bestehenden elf Bezirke (Frankfurt, Hochtaunus, Lahn-Dill-Eder, Limburg, Main-Taunus, Rheingau, Rhein-Lahn, Untertaunus, Westerwald, Wetzlar und Wiesbaden).
Mit Stand vom 1. Januar 2024 gibt es im Bistum 48 Pfarreien und 33 Gemeinden von Katholiken anderer Muttersprache.

## Geschichte
Das Bistum Limburg wurde im Jahr 1827 als Folge der Neuordnung der katholischen Bistümer nach der Säkularisation als Suffraganbistum der Oberrheinischen Kirchenprovinz mit Metropolitansitz in Freiburg im Breisgau aus dem Vikariat Limburg neu gegründet. Zuvor gehörte das Gebiet zu den Erzbistümern Trier und Mainz, wobei der nordwestliche Teil kurtrierisch war und damit auch weltlich vom Trierer Erzbistum regiert wurde. Es gehört damit zu den jüngeren katholischen Bistümern. Es umfasst bis heute die Gebiete des früheren Herzogtums Nassau, der Stadt Frankfurt am Main, der Landgrafschaft Hessen-Homburg und des ehemaligen Kreises Biedenkopf. 1929 wurde es im Zuge des Preußenkonkordats der Kirchenprovinz Köln zugeordnet. Der erste Limburger Bischof war von 1827 bis 1833 Jakob Brand.
Am 2. Februar 2007 wurde der Amtsverzicht des bisherigen Bischofs Franz Kamphaus durch Papst Benedikt XVI. angenommen. Zu seinem Nachfolger wählte das Limburger Domkapitel den Weihbischof im Bistum Münster Franz-Peter Tebartz-van Elst, der am 28. November 2007 von Papst Benedikt XVI. ernannt und am 20. Januar 2008 vom Metropoliten der Kölner Kirchenprovinz, Erzbischof Joachim Kardinal Meisner, in sein Amt eingeführt wurde. Am 26. März 2014 wurde von Papst Franziskus dem Amtsverzicht von Bischof Franz-Peter Tebartz-van Elst vom 20. Oktober 2013 stattgegeben und als Apostolischer Administrator Manfred Grothe, Weihbischof im Erzbistum Paderborn, ernannt. Am 1. Juli 2016 wurde Georg Bätzing zum neuen Limburger Bischof ernannt. Bischofsweihe und Amtseinführung fanden am 18. September 2016 durch Metropolit und Erzbischof Rainer Maria Kardinal Woelki im Limburger Dom statt.

## Domkapitel
Das Domkapitel besteht aus Priestern, die für den Gottesdienst im Dom Sorge tragen. Bei einer Bischofswahl wählt das Domkapitel den Diözesanbischof aus einer vom Papst vorgelegten Liste von drei Kandidaten. Dem Domkapitel steht Wolfgang Pax als Domdekan vor.
Dem Domkapitel gehören an (Stand: 15. Mai 2024):
- Domdekan Wolfgang Pax (Generalvikar, Domdekan)
- Domkapitular Weihbischof Thomas Löhr (Bischofsvikar für die Orden und Geistlichen Gemeinschaften, Bischofsvikar für die Ökumene)
- Domkapitular Wolfgang Rösch (Generalvikar a. D., Pfarrverwalter)
- Domkapitular Johannes zu Eltz (Pfarrer der Dompfarrei St. Bartholomäus Frankfurt)
- Domkapitular Gereon Rehberg (Pfarrer der Dompfarrei Heilige Katharina Kasper Limburger Land)
- Domkapitular Georg Franz (Bereichsleitung Personalmanagement und -einsatz)
- Domkapitular Olaf Lindenberg (Offizial)

## Offizialat
Die Bistümer Mainz und Limburg haben seit Juli 2022 ein Interdiözesanes Offizialat. In einem ersten Schritt hat Olaf Lindenberg, der Offizial des Bischofs von Limburg, zum 1. Juli auch die Leitung des kirchlichen Gerichts im Bistum Mainz übernommen. In Mainz trat er die Nachfolge von Peter Hilger an, der in den Ruhestand ging.

## Laien im Bistum Limburg
Die Beteiligung von Laien an Entscheidungsprozessen wurde von Bischof Wilhelm Kempf am 16. März 1969 mit der ersten Wahl zum Pfarrgemeinderat initiiert. Dabei geht es darum, Entscheidungen in wichtigen Dingen auch von Laien beraten und mitentscheiden zu lassen.

„Der Grundgedanke ist, dass jedem eingesetzten Amtsträger ein Gremium von gewählten MandatsträgerInnen gegenübersteht, die dann gemeinsam beraten und entscheiden.“

Danach steht dem „Amt“ auf Gemeindeebene – also dem Pfarrer –, der Pfarrgemeinderat, ein Gremium aus gewählten Laien, gegenüber. Auf Ebene des „Pastoralen Raums“ stehen dem Priesterlichen Leiter der Pastoralausschuss gegenüber. Auf den verschiedenen Ebenen des Bistums arbeiten Laien und Hauptamtliche zusammen: Im Pfarrgemeinderat in der Pfarrei, im Pastoralausschuss auf der Ebene des Pastoralen Raums, im Bezirkssynodalrat auf Bezirksebene. Auf Bistumsebene gibt es das bischöfliche Beratungsgremium des Diözesansynodalrats (der Bischof entscheidet gemäß dem Kirchenrecht alleine.) und als Mandatsvertretung die Diözesanversammlung.

### Diözesanversammlung

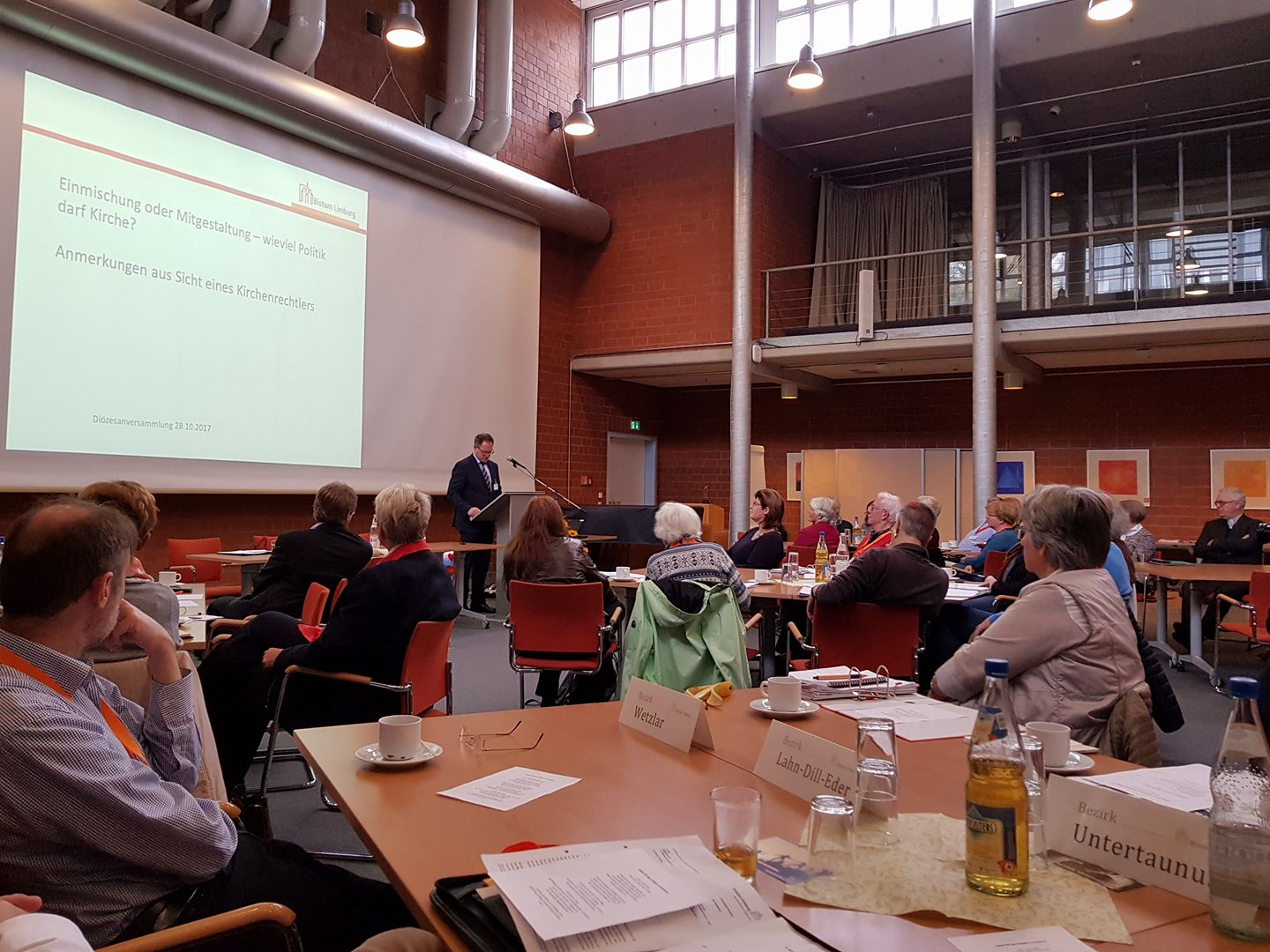
Diözesanversammlung im Wilhelm-Kempf-Haus in Wiesbaden-Naurod am 28. Oktober 2017

Die Diözesanversammlung (DV) ist die gewählte Vertretung der Katholikinnen und Katholiken des Bistums Limburg. Von den 77 Mitgliedern werden 58 Mitglieder von den elf Bezirksversammlungen im Bistum entsandt. Dazu kommen 13 Personen aus einer freien Zuwahlliste und sechs Personen aus einer Zuwahlliste der katholischen Verbände im Bistum.
Ihre Aufgabe sieht die Diözesanversammlung darin, „die Entwicklungen im kirchlichen, gesellschaftlichen und staatlichen Leben zu beobachten, zu diskutieren und dazu Stellung zu nehmen“. Die Diözesanversammlung ist das vom Bischof anerkannte Organ im Sinne des Dekretes des Zweiten Vatikanischen Konzils über das Apostolat der Laien, Nr. 26.
Die Diözesanversammlung veröffentlicht die Ergebnisse ihrer Beratungen zumeist in Form einer Erklärung und kann selbstständig über den Inhalt entscheiden. Themen sind beispielsweise bioethische Fragestellungen, die Pastoral der Zukunft, der Dialogprozess mit den Deutschen Bischöfen und vor allem gesellschaftlich-politische Fragestellungen, zu denen sich die DV als „Stimme der Laien“ äußern will.
Präsident ist seit dem 21. Mai 2022 der Frankfurter Gerhard Glas, der von Andreas Feldmar und Andreas Gref vertreten wird. Zusammen mit sechs weiteren Mitgliedern bilden sie das Präsidium. Die Diözesanversammlung tritt üblicherweise zweimal im Jahr zusammen, das Präsidium etwa zehnmal. Deswegen kann das Präsidium auch durch aktuelle Erklärungen zu Themen Stellung nehmen, z. B. zur Präimplantationsdiagnostik (PID).
Die Diözesanversammlung sendet Mitglieder in die Landesarbeitsgemeinschaften Hessen und Rheinland-Pfalz, in den Diözesansynodalrat (DSR) und in das Zentralkomitee der deutschen Katholiken (ZdK). Derzeit sind als Limburger Diözesanräte Barbara Wieland (Frankfurt), Christian Pulfrich (Dillenburg) und Wiegand Otterbach (Höhr-Grenzhausen) im ZdK. Die ZdK-Mitglieder sind zudem (nicht stimmberechtigte) Mitglieder des Diözesanversammlungspräsidiums.
Zudem hält das Präsidium einen engen Kontakt zu den politischen Parteien. Der Bischofsvikar für die synodalen Gremien nimmt an Präsidiumssitzungen und an den beiden Vollversammlungen teil.

### Diözesansynodalrat
Der Diözesansynodalrat (DSR) ist das Gremium, das den Bischof von Limburg vor allen wichtigen Entscheidungen berät. Dem Diözesansynodalrat gehören der Bischof von Limburg als Vorsitzender, die Präsidentin der Diözesanversammlung und 18 von der Diözesanversammlung gewählte Mitglieder, der Bischofsvikar für den synodalen Bereich, der Weihbischof und der Generalvikar, gewählte Vertreter des Priesterrats, des Ordensrats, des Diakonenrats, des Rats der Gemeinden von Katholiken anderer Muttersprache, der Berufsgruppen der Pastoral- und der Gemeindereferenten sowie bis zu vier vom Bischof berufene Mitglieder an. Insgesamt hat der Rat derzeit 35 Mitglieder.
„Der Bischof und die übrigen Mitglieder des Diözesansynodalrates informieren sich gegenseitig als Dialogpartner und beraten gemeinsam über die anstehenden Angelegenheiten;“ gemäß § 77 der Synodalordnung für das Bistum Limburg (SynO). Der DSR berät über die Richtlinien und Schwerpunkte für die Pastoral im Bistum, die Koordinierung der seelsorglichen Aktivitäten im Bistum, Grundsätze für den Einsatz der Mitarbeiter/-innen im pastoralen Dienst, die pastoralen Grundsätze für die Aufstellung des Haushaltsplanes der Diözese und verschiedene andere Fragen. Er wählt 13 der 18 ehrenamtlichen Mitglieder des Diözesankirchensteuerrates (DKStR). Sämtliche Haushaltsfragen des Bistums und des Bischöflichen Stuhls zu Limburg werden in vom DKStR beraten und beschlossen. Der DKStR ist mit Blick auf den Haushalt dazu berufen, den Haushaltsplan zu beschließen, den Jahresabschluss festzustellen, über Art und Umfang der Prüfung des Jahresabschlusses zu beschließen und den Abschlussprüfer zu wählen.

## Kirchliche Einrichtungen

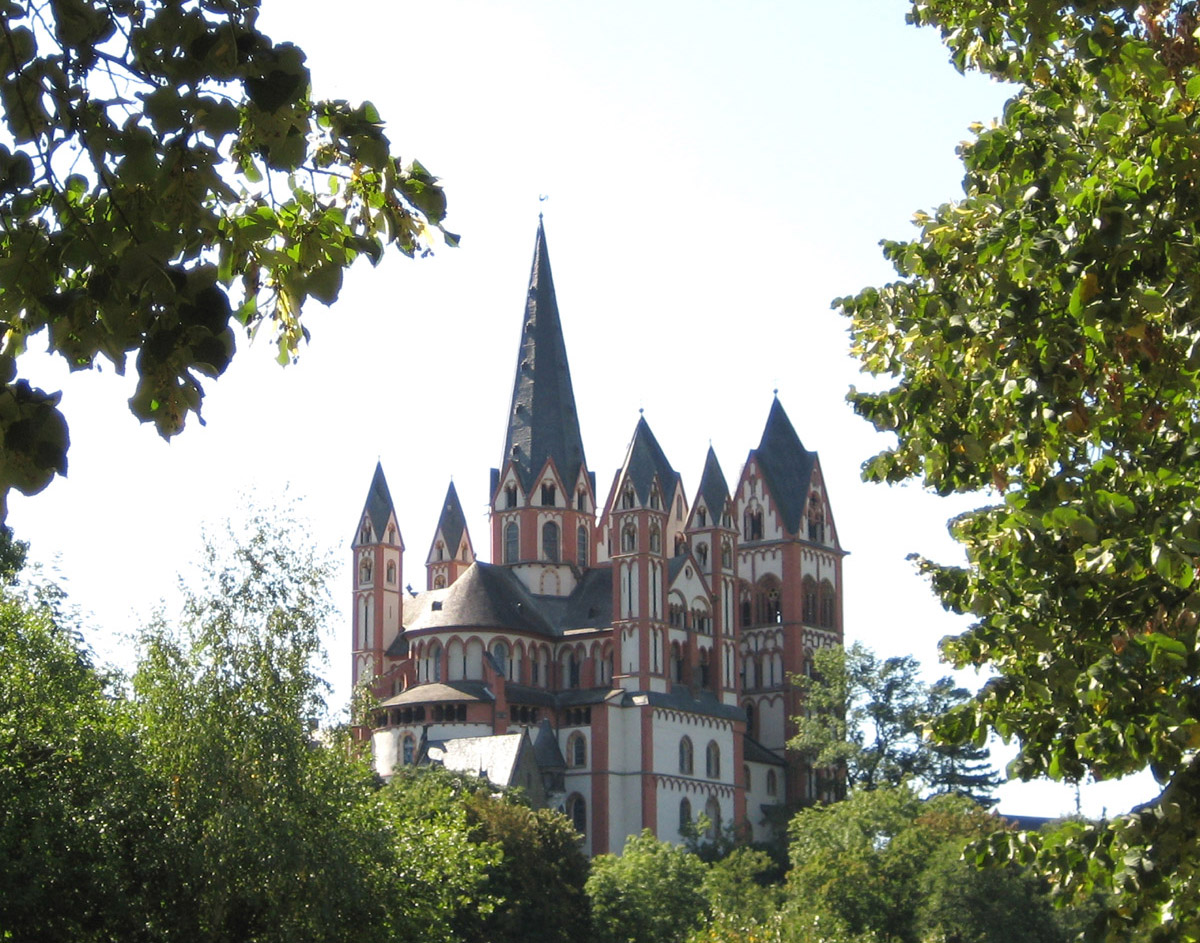
Dom St. Georg in Limburg an der Lahn
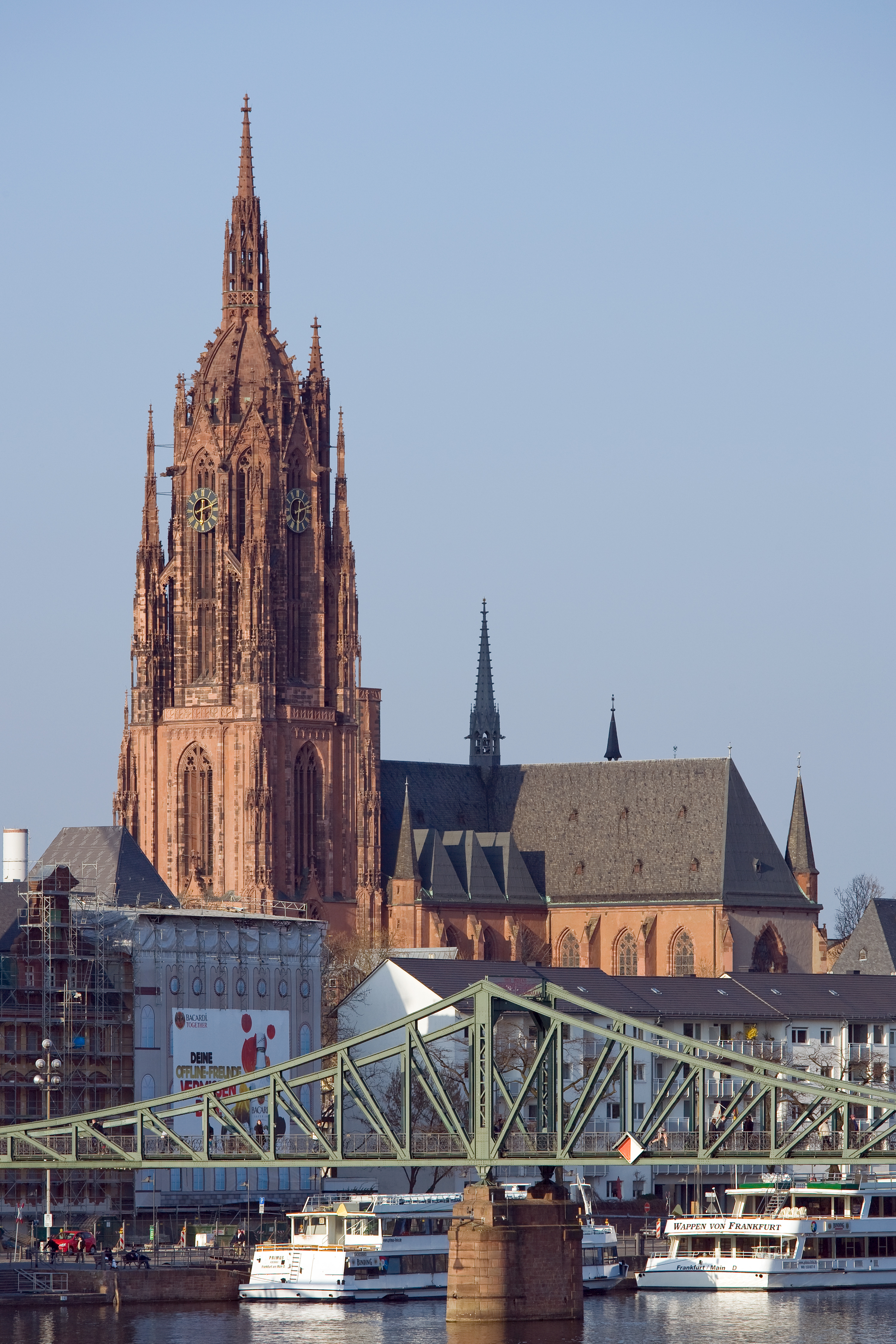
Frankfurter Kaiserdom St. Bartholomäus
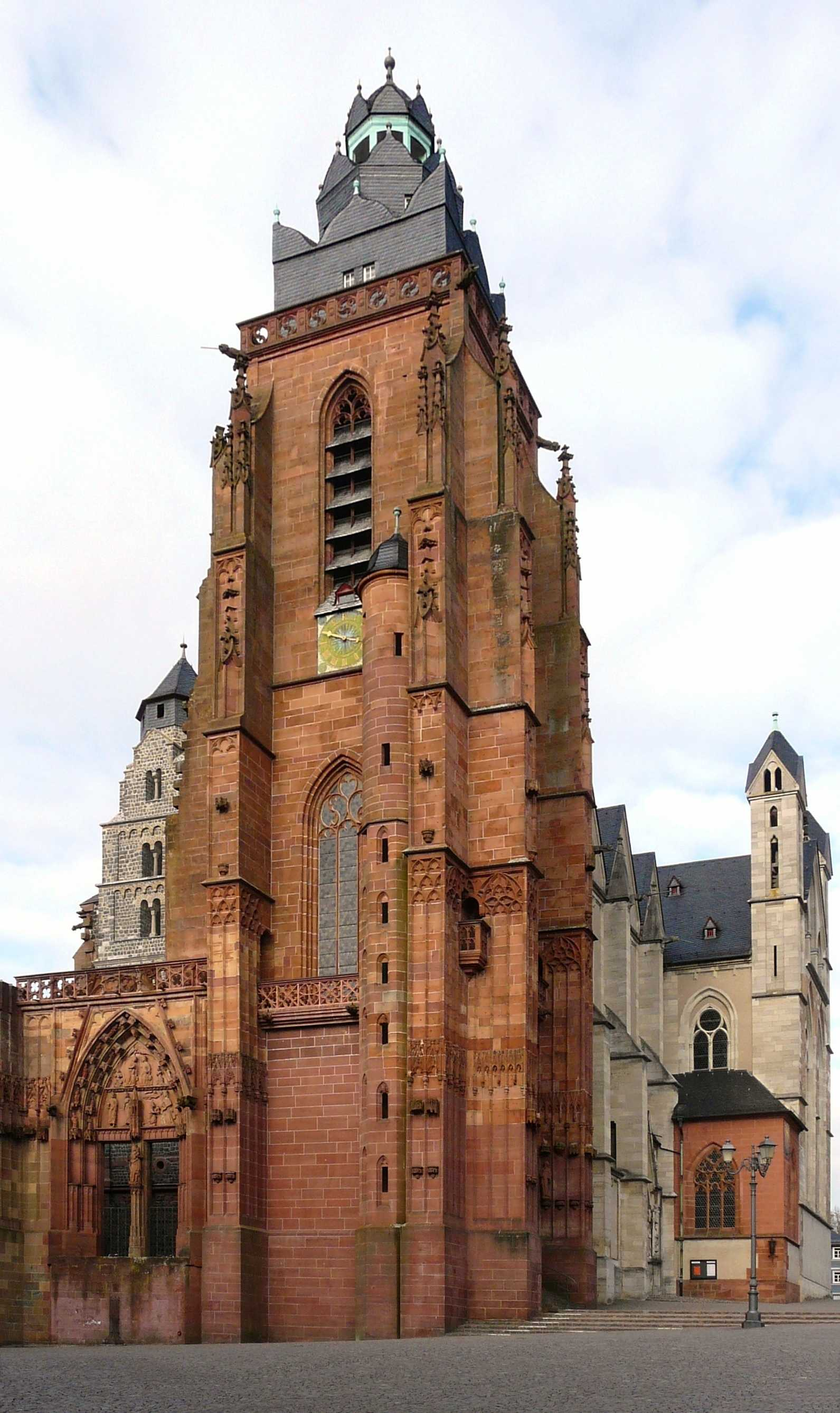
Der Wetzlarer Dom, eine Simultankirche
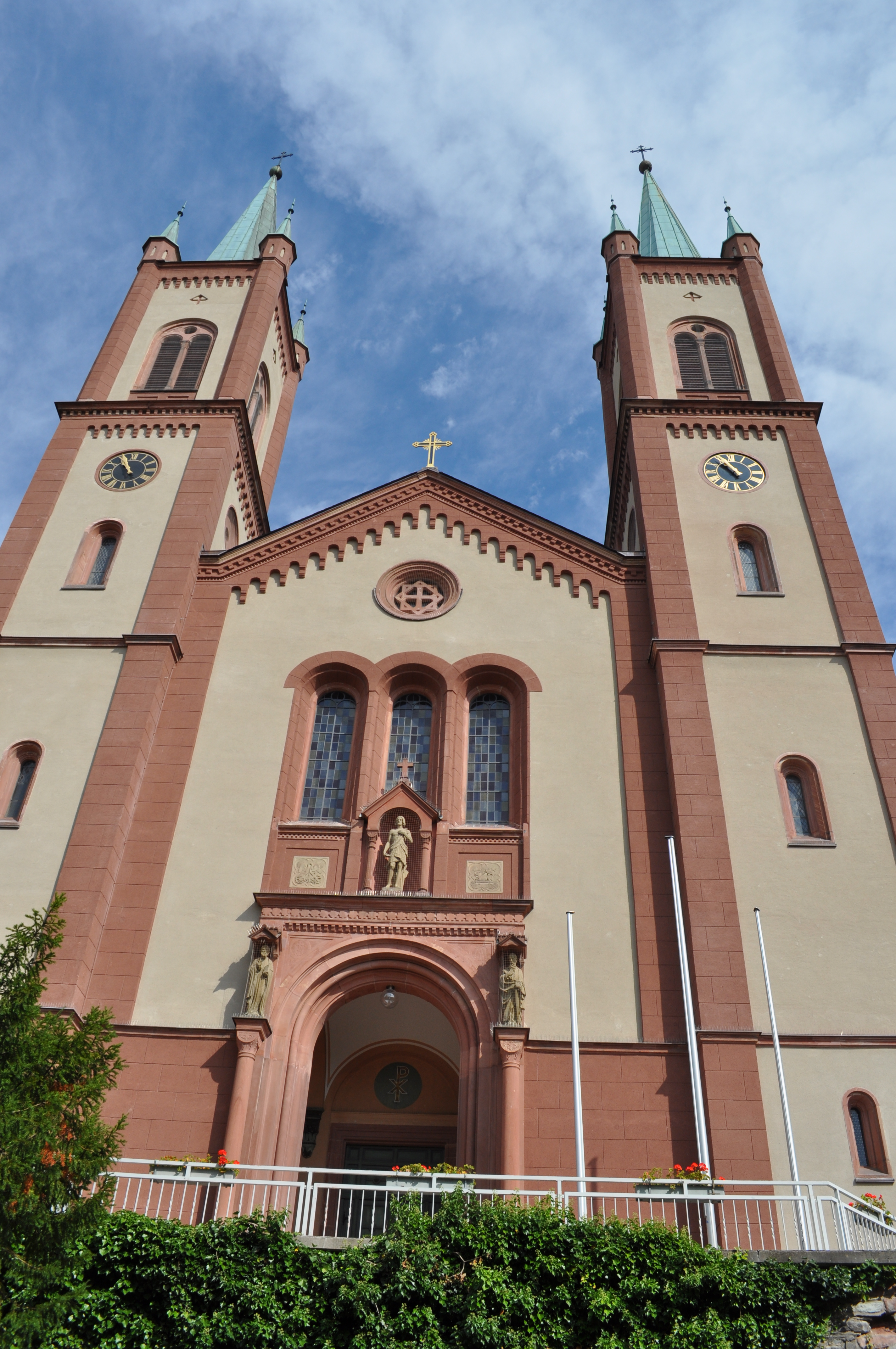
Kath. Pfarrkirche St. Johannes („Taunusdom“)
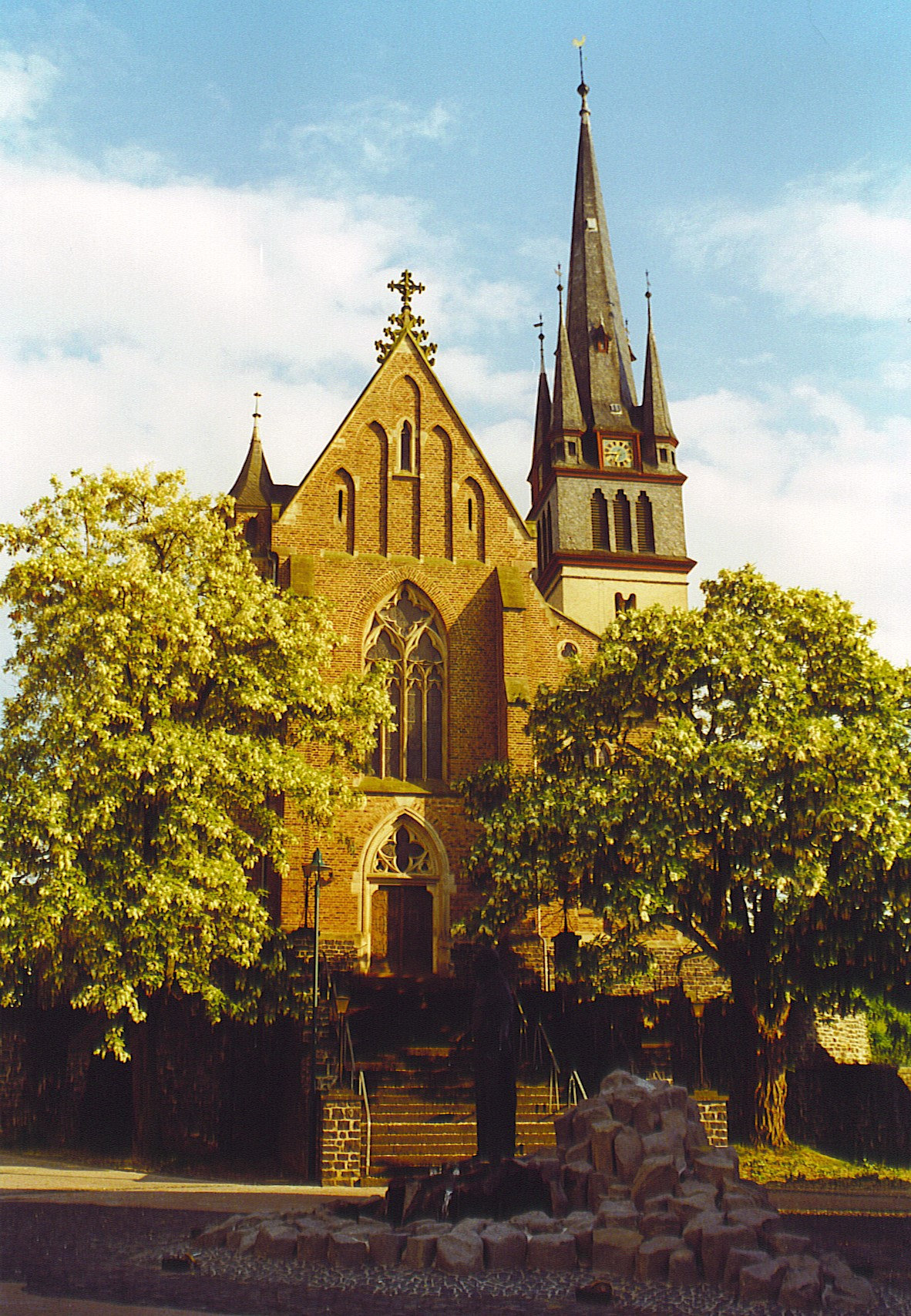
Kath. Kirche „St. Ägidius“ zu Obertiefenbach
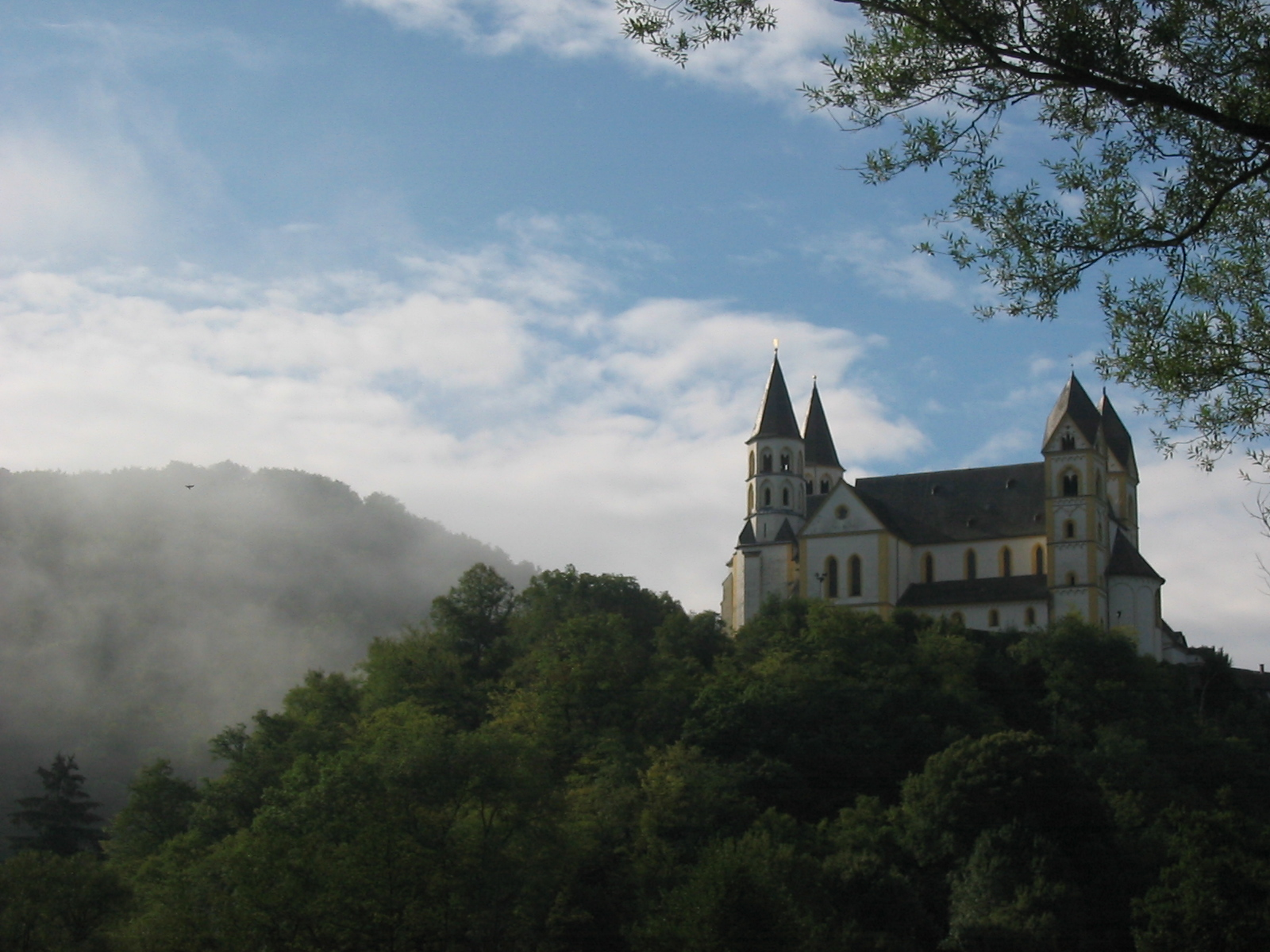
Kloster Arnstein der Arnsteiner Patres
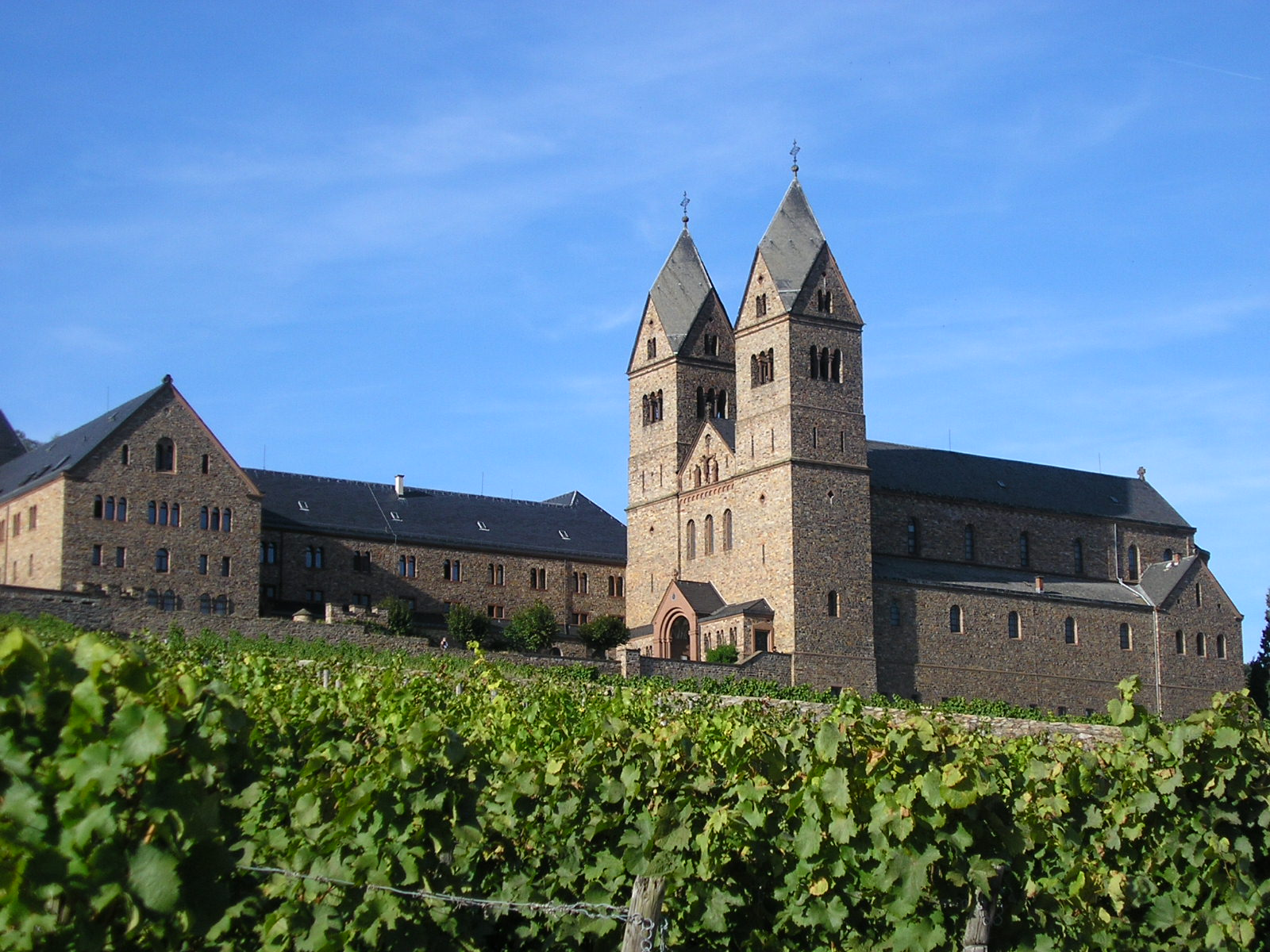
Benediktinerinnen-Abtei St. Hildegard, Rüdesheim-Eibingen
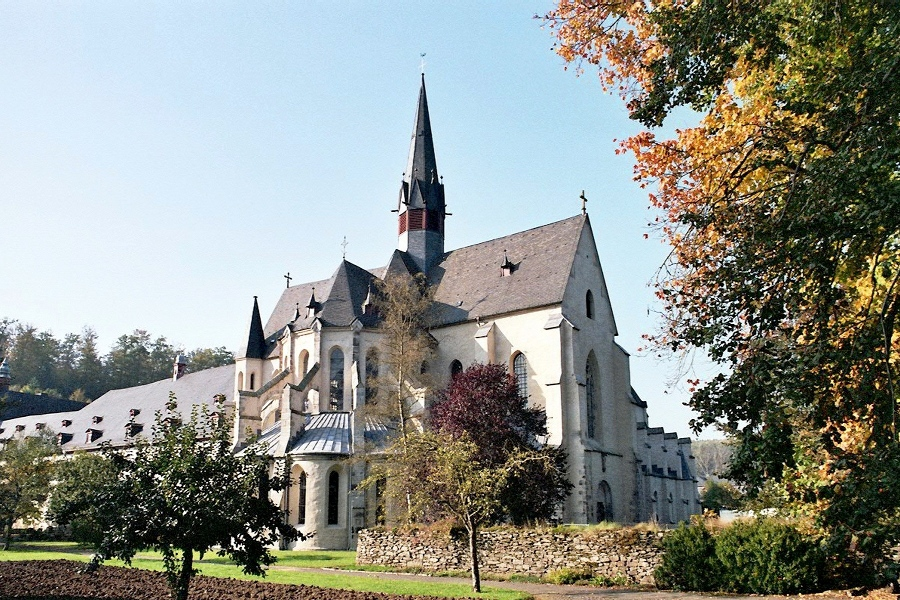
Zisterzienser-Abtei Marienstatt
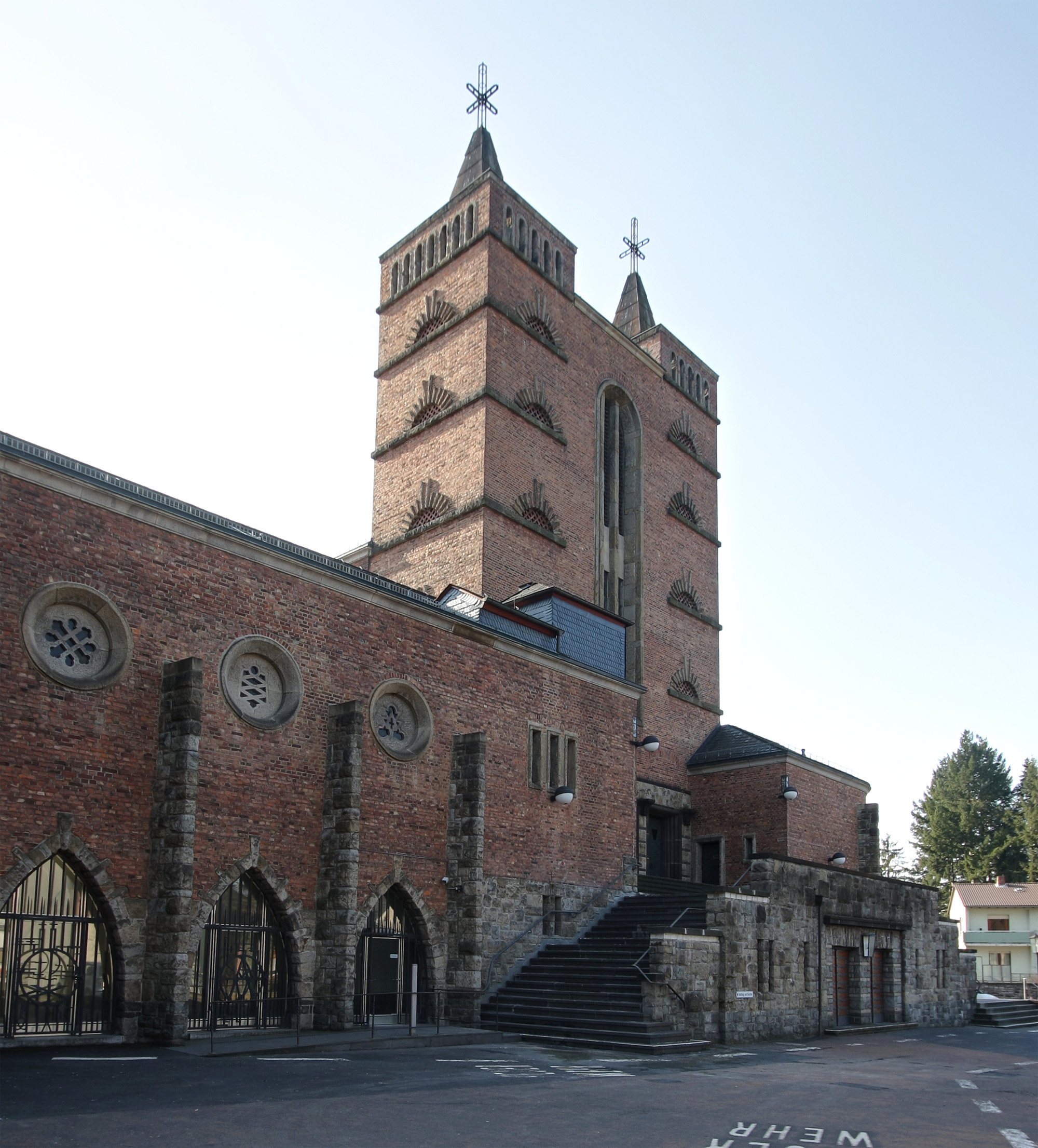
Pallottiner-Kloster St. Marien in Limburg

- Kirchengebäude im Bistum Limburg
- Priesterseminar Limburg
- Bildungs- und Kulturzentrum Haus am Dom, Frankfurt am Main
- Jugendbegegnungsstätte Hildegardishof, Waldernbach
- Jugendbegegnungsstätte Karlsheim, Kirchähr
- Wilhelm-Kempf-Haus (Tagungshaus), Wiesbaden-Naurod
- Profilkirche Heilig-Kreuz – Zentrum für christliche Meditation und Spiritualität in der Heilig-Kreuz-Kirche in Frankfurt-Bornheim[23]
- Profilkirche Fachzentrum für Trauerseelsorge in der Kirche St. Michael in Frankfurt-Nordend[24]
- Jugendkirche Crossover in der Kirche St. Hildegard in Limburg an der Lahn.[25]
- Jugendkirche Jona in Frankfurt am Main in den Räumen der Pfarrkirche St. Bonifatius.[26]
- Jugendkirche Kana in der Pfarrei Maria-Hilf in Wiesbaden.[27]
- Verlag des Bischöflichen Ordinariats Limburg
- Bischöfliches Weingut Rüdesheim

### Klöster und Ordensgemeinschaften
Vor der Säkularisation im Jahr 1803 befanden sich auf dem Gebiet Nassaus 26 Klöster. Im Jahr 1817 wurde das letzte dieser Klöster, das Franziskanerinnenkloster Betlehem in Limburg, aufgehoben. Limburg blieb bis zur Gründung der Dernbacher Schwestern und der Niederlassung der Redemptoristen im Kloster Bornhofen im Jahr 1850 eine Diözese ohne Ordensleute. Neben den Dernbacher Schwestern ist im Bistum noch eine weitere Ordensgemeinschaft, die Barmherzigen Brüder von Montabaur, entstanden.
Heute existieren im Bistum Limburg folgende Ordensniederlassungen (unvollständige Auswahl):
- Arme Dienstmägde Jesu Christi – Generalmutterhaus, Dernbach (Westerwald)
- Arnsteiner Patres – Provinzialat, Kloster Arnstein, Obernhof
- Barmherzige Brüder von Montabaur – Mutterhaus, Montabaur
- Barmherzige Brüder von Montabaur – Generalat, Niederelbert
- Benediktinerinnen-Abtei St. Hildegard, Rüdesheim-Eibingen
- Franziskaner-Wallfahrtskloster Bornhofen, Kamp-Bornhofen
- Franziskaner-Wallfahrtskloster Marienthal, Geisenheim-Marienthal
- Heilig-Geist-Schwestern – Internationale Zentrale, Königstein-Mammolshain
- Jesuiten-Kolleg Sankt Georgen, Frankfurt am Main
- Jesuiten-Kommunität St. Ignatius, Frankfurt am Main
- Kloster der Kapuziner Liebfrauen, Frankfurt am Main-Altstadt
- Pallottiner–Missionshaus, Limburg
- Pallottinerinnen = Missionsschwestern vom Katholischen Apostolat – Kloster Marienborn, Limburg
- Ursulinenkloster „St. Joseph“, Geisenheim
- Ursulinenkloster „St. Angela“, Königstein
- Kloster Schönau, Strüth
- Kloster Tiefenthal, Eltville-Martinsthal
- Oblatenkloster Allerheiligenberg, Lahnstein
- Zisterzienser-Abtei Marienstatt, Streithausen bei Hachenburg
- Zisterzienser-Kloster Nothgottes, Rüdesheim

### Schulen in Trägerschaft des Bistums Limburg
Unter dem Dach der St.-Hildegard-Schulgesellschaft des Bistums Limburg bilden folgende katholische Schulen als Gymnasien ihre anvertrauten Kinder und Jugendlichen aus:
- Marienschule Limburg, Limburg
- St.-Ursula-Schule, Geisenheim
- St. Angela-Schule, Königstein im Taunus
- Bischof-Neumann-Schule, Königstein im Taunus
- Johannes-Gymnasium, Lahnstein

### Selbstständige kirchliche Stiftungen
Auf dem Gebiet des Bistums bestehen folgende rechtsfähige, kirchliche Stiftung des bürgerlichen Rechts:
- Stiftung Wallfahrtskapelle Maria Hilf Beselich, Beselich
- Peter-Joseph-Stiftung, Limburg
- Schenk'sche Stiftung, Limburg
- Schulstiftung des Bistums Limburg, Limburg

### Katholische Erwachsenenbildung
Das Diözesanbildungswerk des Bistums Limburg mit Sitz im Haus am Dom in Frankfurt am Main ist Mitglied der Katholischen Erwachsenenbildung – Landesarbeitsgemeinschaft Hessen.

## Wallfahrtsstätten
Wallfahrtsstätten und marianische Gnadenorte im Bistum Limburg sind: Klosterkirche Bornhofen, Abteikirche Marienstatt, Klosterkirche Marienthal, Wallfahrtskapelle Maria Hilf Beselich, Herzenbergkapelle Hadamar, Liebfrauenkirche Reichenstein/Westerburg, Kapellenberg Hofheim, Marienkapelle Kransberg, Liebfrauenkirche Frankfurt am Main, Marien-Wallfahrtskirche Wirzenborn, Wallfahrtskirche Sankt Georg in Schwickershausen.

## Schließungen von Kirchengebäuden

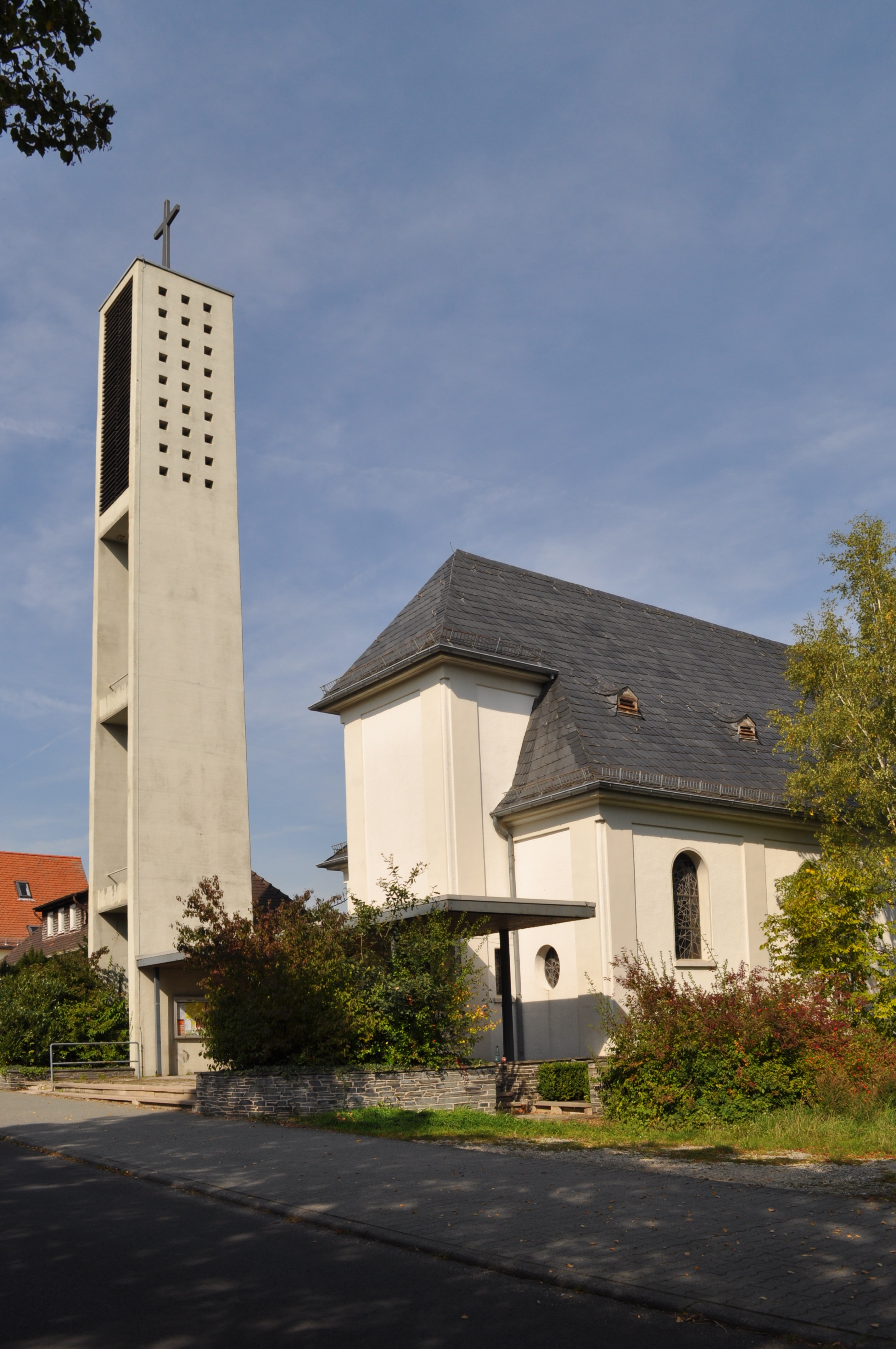
Die Herz-Jesu-Kirche in Friedrichsdorf vor dem Abriss

Im Bistum wurden im durchgeführten Prozess „Sparen und Erneuern“ in den Kirchengemeinden einige Pfarrkirchen verkleinert, da die Zahl der Gottesdienstbesucher oft erheblich geringer war als die in den Kirchen vorhandenen Sitzplätze. In der Regel bedeutete dies eine so genannte Haus-in-Haus-Lösung, das heißt in den bestehenden Kirchenraum wurden gemeindliche Räume eingebaut, so dass der bisher ausschließlich liturgisch genutzte Raum auch anderweitig für pastorale Aktivitäten zur Verfügung steht. Allerdings wurden im Zeitraum 2007 bis 2015 auch bestehende Kirchen ohne kunsthistorische Bedeutung abgerissen. In mehreren davon betroffenen Gemeinden erhob sich deutlicher Widerstand gegen diese Pläne. Neben dem nicht mehr benötigten Kirchenraum führte das Bistum an, dass einige dieser Kirchen baufällig geworden seien und erhebliche Ausgaben für eine Sanierung nötig wären, sowie die erheblichen Heizkosten der großen Kirchenräume. Das damit verbundene Streichen von Zuschüssen für den Bauerhalt sowie für das Beheizen der Kirchen stieß in einigen Kirchengemeinden ebenfalls auf beträchtlichen Unmut.
Im November 2012 wurde in Frankfurt-Fechenheim die St.-Hildegard-Kirche profaniert, in Friedrichsdorf die Herz-Jesu-Kirche profaniert und abgerissen sowie in Niederweidbach die Maria-Königin-Kirche verkauft. In Frankfurt-Hausen wird die ehemalige Pfarrkirche St. Raphael profaniert und abgerissen.
Im Dezember 2020 wurde in Wiesbaden-Rambach die St.-Johannes-Kirche profaniert.
Am 18. Juni 2023 wurde die 1964 erbaute Kapelle Mutterschaft Mariens in Sainerholz profaniert. Am 3. März 2024 wurde die Kirche Maria Königin in Wallmerod profaniert.

## Publikationen
Die wöchentlich erscheinende Kirchenzeitung Der Sonntag ist die Zeitung des Bistums. Außerdem gibt das Bistum das halbjährlich erscheinende religionspädagogische Magazin Eulenfisch heraus.

## Heiligenverzeichnis
- Hildegard von Bingen, Pfarrei St. Hildegard und St. Johannes d. T., Eibingen
- Elisabeth von Schönau, Kloster Schönau
- Maria Katharina Kasper, Gründerin der Armen Dienstmägde Jesu Christi, Dernbach

## Vermögen
Neben dem regulären Etat, worüber Rechenschaft abgelegt werden muss, hat auch das Bistum Limburg über den Bischöflichen Stuhl keine Rechenschaft abzulegen, solange keine öffentlichen Gelder darin verwendet werden. Die Höhe des Vermögens des Bischöflichen Stuhls wurde erstmals am 29. April 2015 veröffentlicht. Die Bilanzsumme des Bistums, dessen Rechnungslegung sich als erstes deutsches Bistum seit dem 1. Januar 2003 grundsätzlich an handelsrechtlichen Bestimmungen (Doppik) orientiert, beträgt zum 31. Dezember 2022 insgesamt 1.355 Millionen Euro, wovon ein Großteil im Anlagevermögen gebunden ist. Die im Anlagevermögen enthaltenen Finanzanlagen sind weitestgehend nachhaltig angelegt. Die Bistumseinnahmen aus Kirchensteuern stiegen im Jahr 2022 um 1,2 Prozent gegenüber dem Vorjahr auf 227,4 Millionen Euro.
Der Bischöfliche Stuhl wurde im Jahr 1827 für den Unterhalt des jeweiligen Bischofs gegründet. Heute hat er die Rechtsform einer Körperschaft des öffentlichen Rechts. Rechenschaft schuldete der Stuhl seit der Änderung dessen Statuts zum 1. April 2011 nicht mehr dem Domkapitel, sondern nur noch dem Bischof, dessen Generalvikar und dem danach neugebildeten Vermögensverwaltungsrat; das Domkapitel wurde in dieser Hinsicht entmachtet. Durch die zum 1. April 2016 nach kurialer und synodaler Beratung durch den Apostolischen Administrator Weihbischof Manfred Grothe in Kraft gesetzte „Gesetz über die diözesane Vermögensverwaltung im Bistum Limburg“ wurde die Vermögensverwaltung in der Diözese Limburg neu geordnet. Die Neuordnung sieht fünf Gremien vor, die Aufgaben der Vermögensverwaltung der Körperschaften Bistum Limburg und Bischöflicher Stuhl wahrnehmen. Als neues Gremium hat der Diözesanvermögensverwaltungsrat im Mai 2016 seine Arbeit aufgenommen.